# Ḕ
Ḕ (minuscule : ḕ), appelé E macron accent grave, est une lettre latine utilisée dans l’écriture du tagish, dans certaines romanisations du sanskrit et de systèmes d’écriture indiens.
Il s’agit de la lettre E diacritée d’un macron et d’un accent grave.

## Représentations informatiques
Le E macron accent grave peut être représenté avec les caractères Unicode suivants : 
- précomposé (latin étendu additionnel) :

| formes    | représentations | chaînes de caractères | points de code | descriptions                                     |
| --------- | --------------- | --------------------- | -------------- | ------------------------------------------------ |
| capitale  | Ḕ               | Ḕ                     | U+1E14         | lettre majuscule latine e macron et accent grave |
| minuscule | ḕ               | ḕ                     | U+1E15         | lettre minuscule latine e macron et accent grave |

- décomposé (latin de base, diacritiques) :

| formes    | représentations | chaînes de caractères | points de code       | descriptions                                                          |
| --------- | --------------- | --------------------- | -------------------- | --------------------------------------------------------------------- |
| capitale  | Ḕ               | E◌̄◌̀                   | U+0045 U+0304 U+0300 | lettre majuscule latine e diacritique macron diacritique accent grave |
| minuscule | ḕ               | e◌̄◌̀                   | U+0065 U+0304 U+0300 | lettre minuscule latine e diacritique macron diacritique accent grave |